# Архонтики

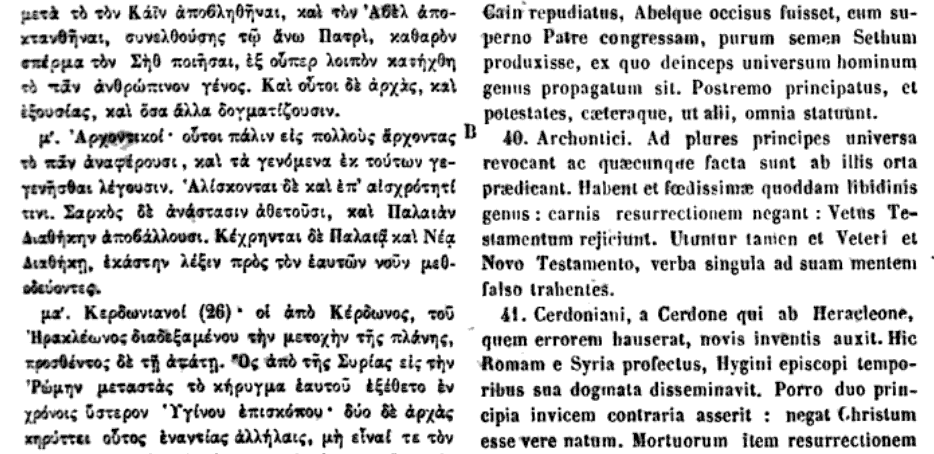
Иоанн Дамаскин об архонтиках в книге «О ста ересях вкратце»

Архо́нтики (др.-греч. ἀρχοντικοί от др.-греч. ἄρχων — «правитель», «начальник»; лат. archontici; др.-рус. властєльници) — гностическая секта IV века, получившая своё название от того, что, по их «откровениям», каждое из семи небес имеет своего особого правителя, архонта.
Эти правители питаются человеческими душами. Правителя седьмого неба архонтики называли Саваофом; одним из его сыновей был дьявол, которого сектанты отождествляли с Богом иудеев. Архонтики отвергали крещение. Некоторые из них вспрыскивали головы покойников водой или маслом, желая этим сделать их невидимыми и недоступными для небесных сил.
Секта эта основана Петром Кафарбарихским, как называли палестинского старца Петра, которому за ересь запретил вести службы, после чего он отправился в Аравию, где долго жил среди эбионитов. По возвращении в Палестину Пётр прикинувшись раскаявшимся, жил аскетической жизнью, чем привлек к себе немало последователей, пока, будучи разоблачённым в ереси, не был отлучен от церкви. Возникнув близ города Иерусалима, секта архонтиков получила наибольшее распространение среди богатых и знатных людей. Её учение впоследствии проникло в Великую и Малую Армению.